# 道格拉斯·戴蒙德
道格拉斯·華倫·戴蒙德（Douglas Warren Diamond，1953年10月25日—）毕业于芝加哥大学商学院。他专门从事金融中介、金融危机和流动性的研究。他是美国金融协会的前主席。他还是西方金融协会、美国艺术与科学学院、美国金融协会的会员。他是戴蒙德·迪布维格模型的提出者之一。2022年，戴蒙德與本·伯南克和菲利普·迪布維格獲得諾貝爾經濟學獎，以表彰其「對研究銀行和金融危機方面的貢獻」。